# Žažina
Žažina is een plaats in de gemeente Lekenik in de Kroatische provincie Sisak-Moslavina. De plaats telt 369 inwoners (2001).